# Герардески, Луиджи
Луиджи Герардески (итал. Luigi Gherardeschi; 5 июля 1791, Пистоя — 21 марта 1871) — итальянский органист, композитор и дирижёр. Сын Джузеппе Герардески.
Начинал учиться музыке у своего отца, затем изучал композицию во Флоренции под руководством Дисмы Уголини. В 1815—1866 гг. капельмейстер кафедрального собора в Пистойе. Автор многочисленных органных и хоровых сочинений, среди которых выделяются кантата для тенора, хора и оркестра «Христофор Колумб» (1827) и «Плачи для одного и двух голосов с хором» (итал. Lamentazioni a una e due voci con cori). Воспитанниками Герардески были многие пистойские музыканты, в том числе Теодуло Мабеллини. Современники высоко оценивали исполнительские и педагогические качества Герардески.